# حديقة الحيوان (الكويت)
حديقة الحيوان في الكويت، هي حديقة حيوان تقع في منطقة العمرية في محافظة الفروانية في الكويت.

## التاريخ
أنشئت حديقة الحيوان في الكويت من بقايا حديقة سلوى الخاصة والتي كان يملكها الشيخ جابر العبد الله الجابر الصباح، فعند تصفية هذه الحديقة سلمت إلى وزارة الأشغال بعض الأسود والقرود والغزلان حيث وضعت في أقفاص مؤقتة بنفس موقع حديقة الحيوان الحالي حيث افتتحت لأول مرة في ربيع عام 1968 ومُنذ ذلك الوقت والحديقة تتطور إلى أن جاء اليوم الثاني من أغسطس من عام 1990 فكان الغزو العراقي الذي تسبب بقتل مجموعة من حيوانات الحديقة وتدمير مرافق الحديقة. عادت الحديقة كما كانت بعد التحرير كأحد المرافق الحيوية بالدولة.

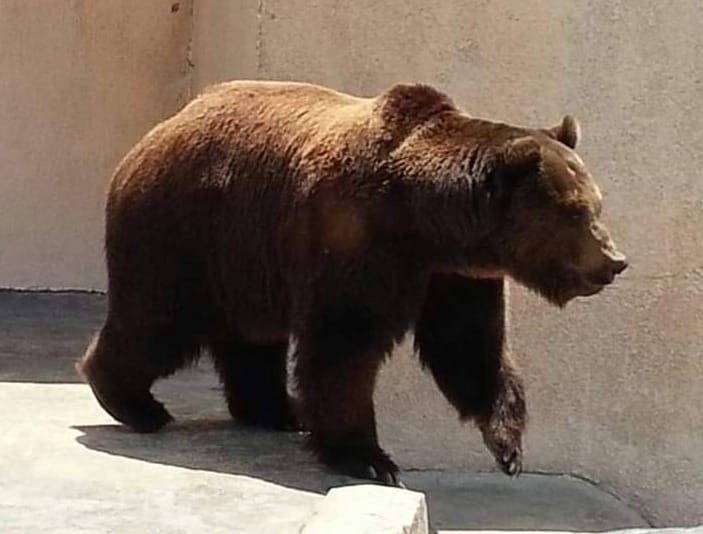
الدب البني الأوراسي في حديقة حيوانات الكويت

تُقسم الحديقة إلى أربعة مرافق :
- قسم المجموعة الحيوانية .
- قسم الخدمات والصيانة.
- قسم المركز الثقافي .
- العيادة البيطرية.

## معرض الصور

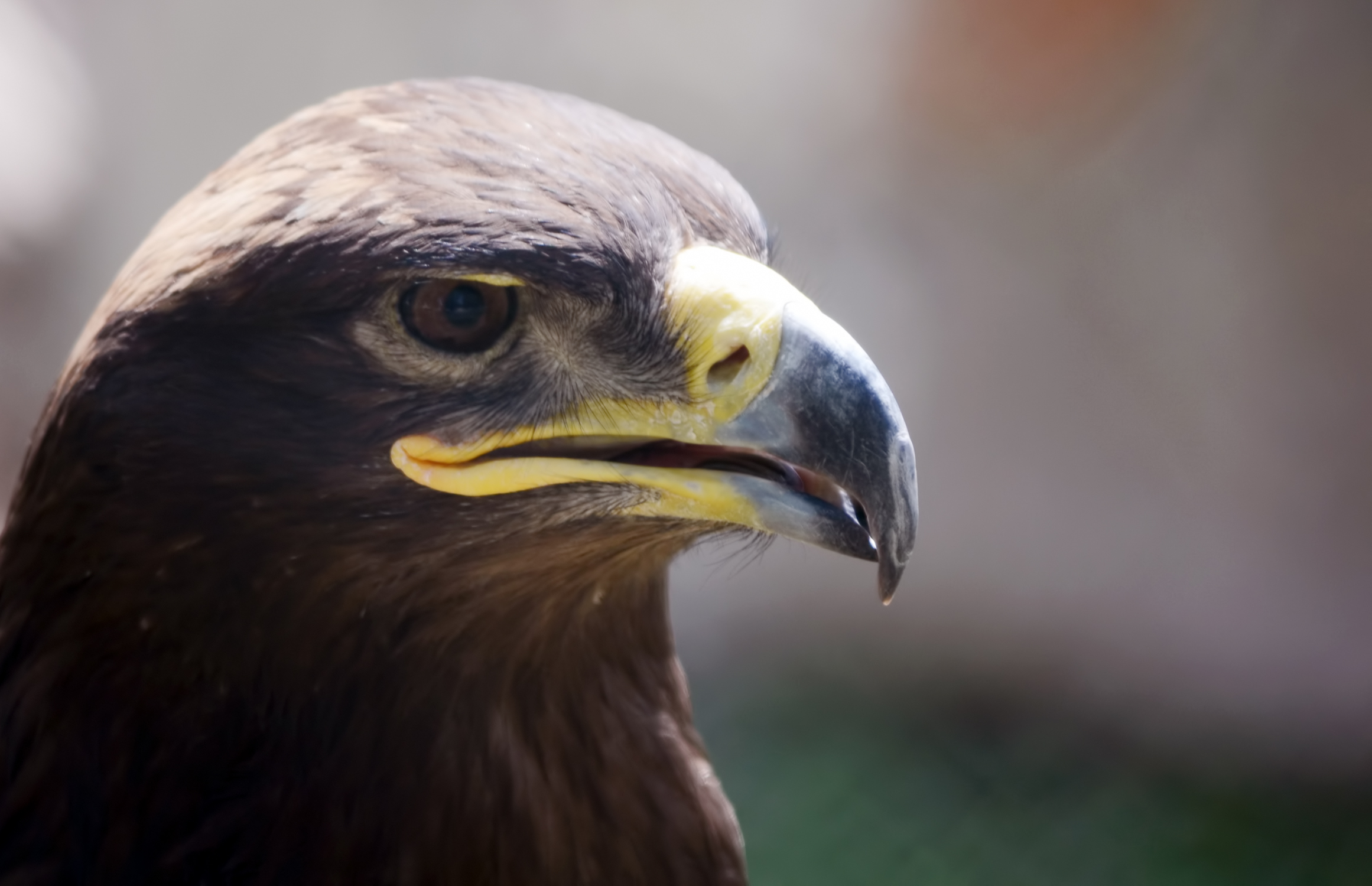
عقاب ذهبية
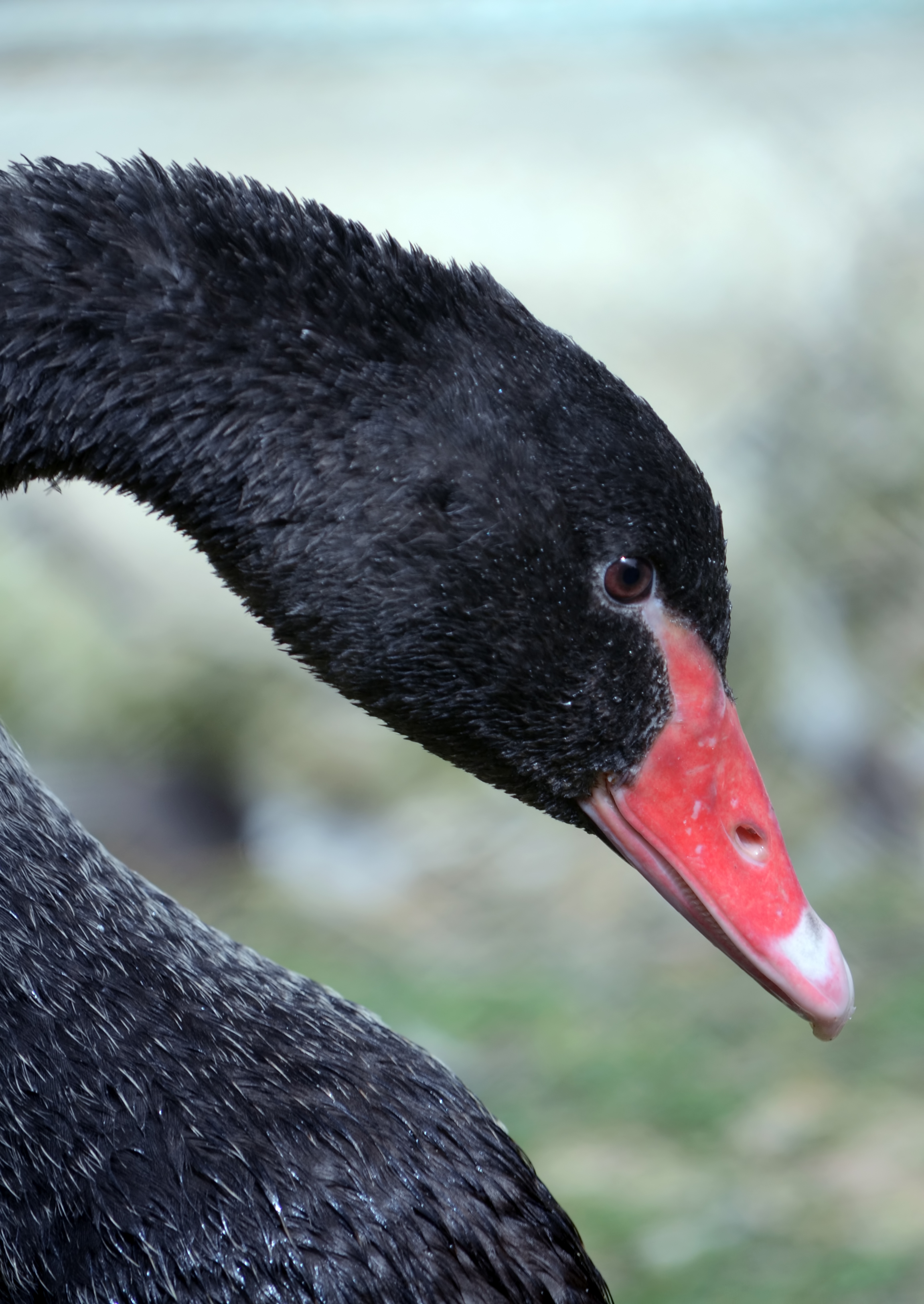
تم أسود
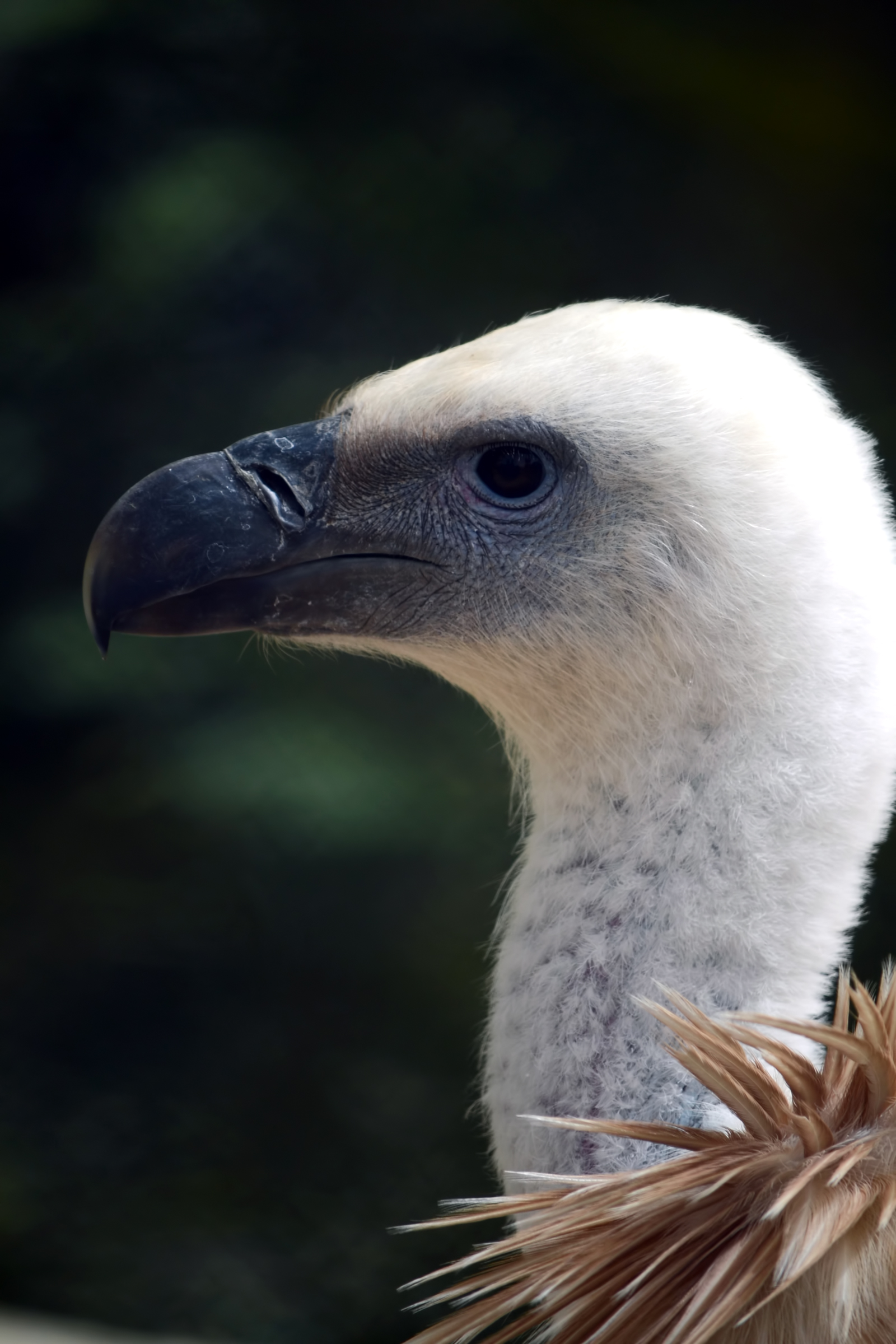
نسر أسمر
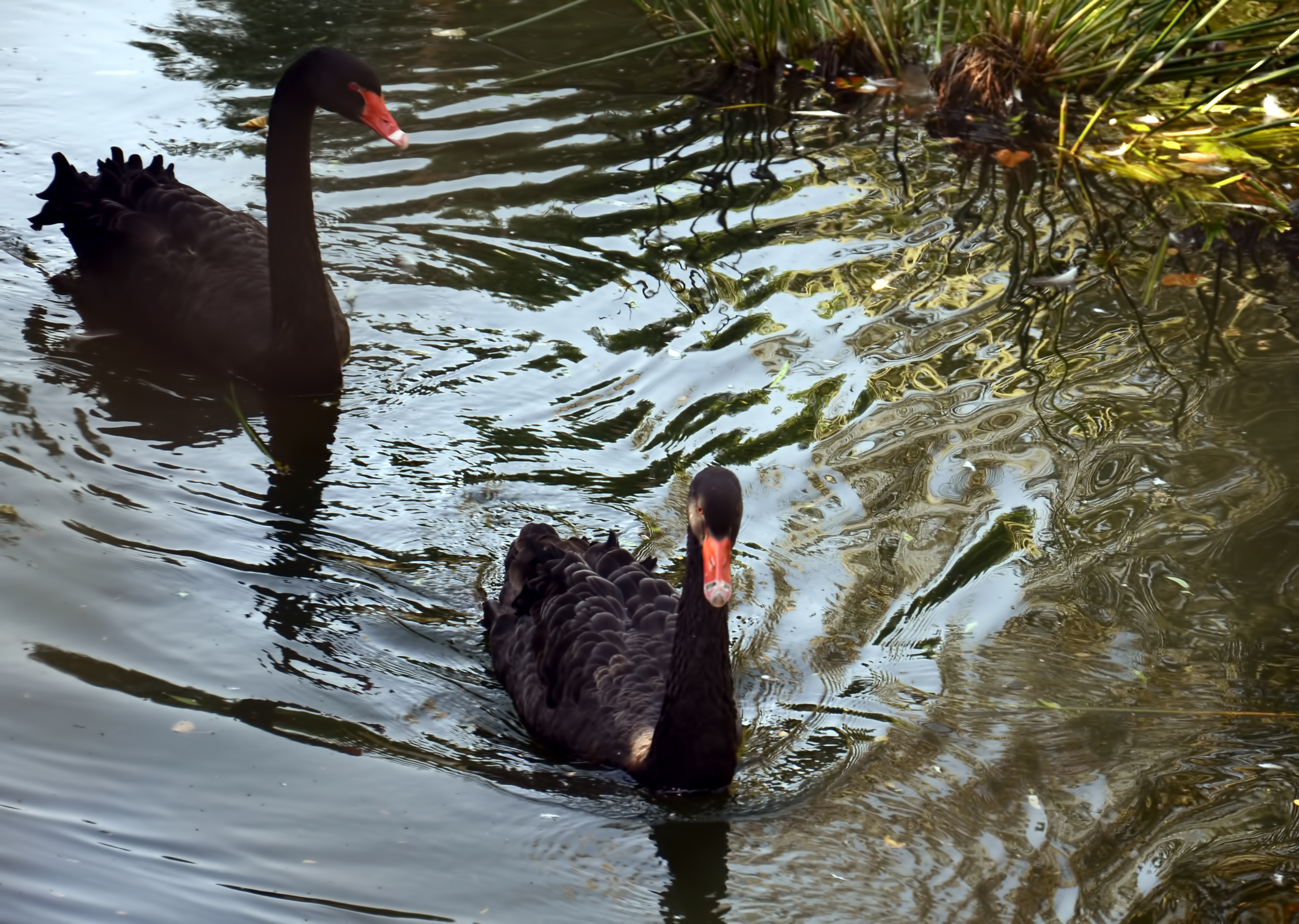
تم أسود
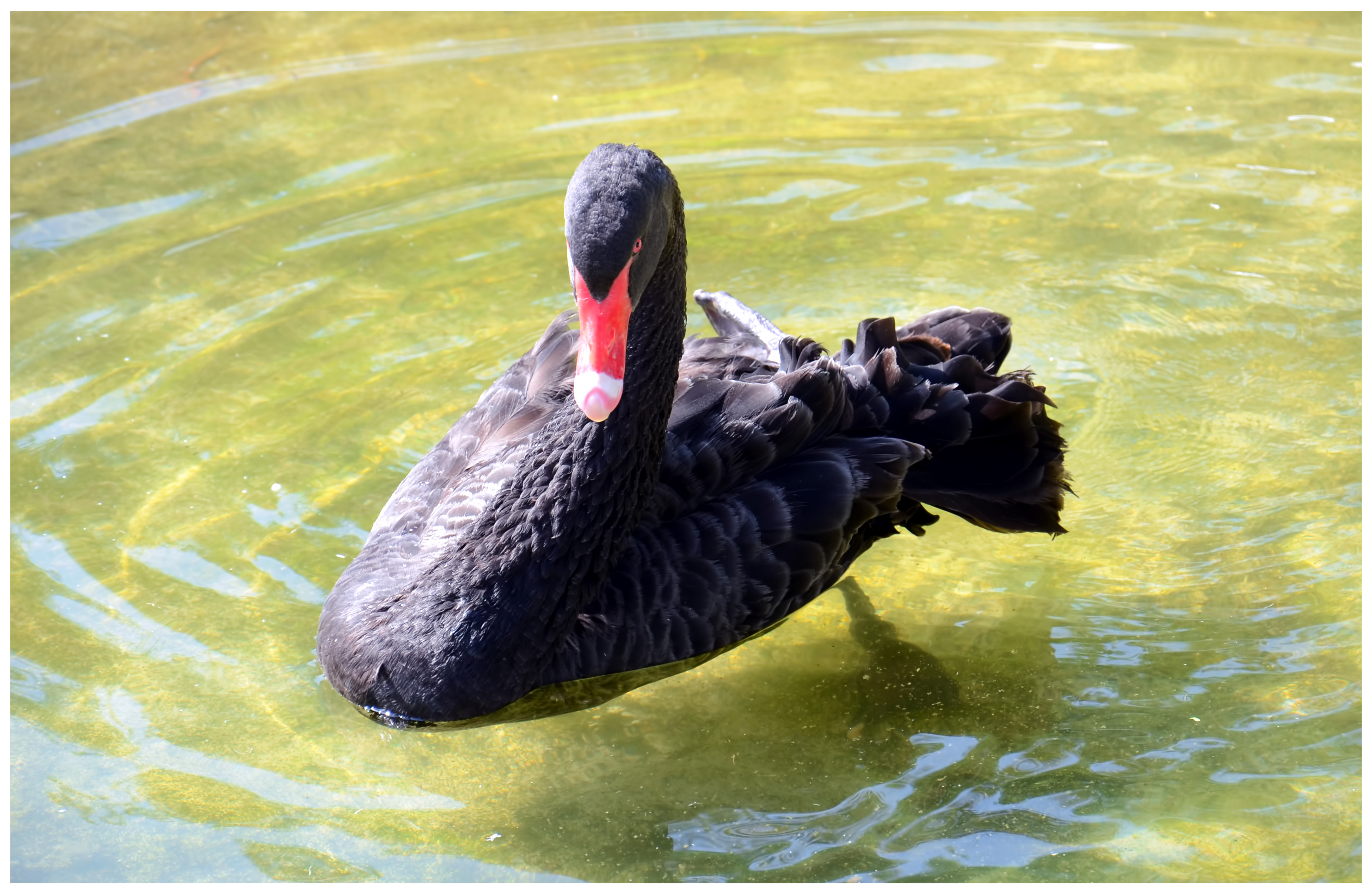
تم أسود